# CMA CGM
CMA CGM S.A. (Compagnie Générale Maritime - CGM) je francoska ladijska družba, ki se primarno ukvarja s prevozom intermodalnih zabojnikov (TEU). Je tretji največji kontejnerski ladjar na svetu.CMA operira v okrog 400 pristaniščih po vsem svetu. Sedež podjetja je v Marseillu. . V floti ima okrog 445 ladij s skupno kapaciteto 1,648 milijona TEU.